# Роберт I де Невилл
Роберт (I) де Невилл (англ. Robert de Neville; ок. 1223 — до 20 августа 1282) — лорд Рэби и Бранкепета, сын Джеффри (VII) Фиц-Роберта де Невилла и Джоанн. Роберт был одним из баронов, принимавшим участие во Второй баронской войне.
В некоторых источниках Роберт называется 2-м бароном Невиллом из Рэби.

## Происхождение
Джеффри происходил из знатного английского рода Невиллов. Его предки, первоначально носившие родовое прозвание Фиц-Малдредов, были потомками аристократов, имевших владения в Дареме в Северной Англии. Вероятно, они имели англосаксонские и, возможно, шотландские корни. Согласно поздним генеалогиям, Дольфин Фиц-Утред, первый достоверно известный предок Невиллов, был потомком Кринана, основателя Данкельдской династии — королей Шотландии. С середины XII века центром их владений было имение Стейндропе (ранее Стейнторп) в графстве Дарем. Владения Дольфина составляли 14000 акров. Основным местопребыванием рода было Рэби на севере Стейндропа, где в XIV веке был построен замок Рэби.
Внук Дольфина, Роберт Фиц-Малдред, женился на Изабелле, дочери Джеффри (VI) де Невилла, юстициария Йоркшира, ставшей после смерти бездетного брата наследницей владений Невиллов. В итоге их сын Джеффри (VII) Фиц-Роберт унаследовал обширные владения матери, в том числе Бранrепет в Дареме, Шерифф-Хаттон в Северном Йоркшире и земли в Линкольншире, а также принял патроним «де Невилл», поскольку носить нормандский патроним было престижнее и социально более выгодно, чем английский.
У Джеффри (VII) Невилла известно трое сыновей. Старшим из них был Роберт. Его младший брат Джеффри (VIII) стал родоначальником отдельной ветви рода — Невиллов их Хорнби.
Личность матери Роберта и вызывала споры среди историков. Долгое время считалось, что ей была Маргарет де Лонгвиллерс, однако в настоящее время установлено, что она была женой Джеффри (VIII), брата Роберта, умершего в 1285 году. В Посмертном расследовании, которое осуществлялось в июле 1249 года после смерти году Джеффри (VII) де Невилла его вдова названа Мейбл. При этом в Ланкаширском соглашении 1247 года упоминается Роберт де Невилл и его мать Джоан.

## Биография
К 1242 году Роберт владел землями в Баррете (Линкольншир). После смерти отца и деда Роберт унаследовал их владения, включая Стейндроп (ранее Стейнторп) в графстве Дарем с центром в Рэби, а также обширные владения, которые его отец унаследовал от матери, включавшие Бранrепет в Дареме, Шерифф-Хаттон в Северном Йоркшире и земли в Линкольншире.
В 1251 году Роберт с братом Джеффри передали на Рождество королю оленину из леса в Джелтресе (Йоркшир). В 1252 году Роберт получил поместье Саттон в Джелтресе. В 1255 году Роберту подарили оленей для парка в Рэби, а в 1256 году Роберту было предоставлено право собачей охоты на зайцев, лис и кошек в лесах Йоркшира.
В 1250-е годы Роберт стал одним из видных северных баронов. В 1258 году Роберт был назначен хранителем замков Бамборо и Ньюкасл. При этом ему было приказано спасти малолетнего короля Шотландии Александра III, захваченного своими баронами. В то же время Роберт был сделан губернатором замков Норхем и Уэрк. В январе—ноябре того же года Роберт был шерифом Нортумберленда.
В 1260 году Роберт был в Чичестере, откуда был вызван в поход против валлийцев. В 1261 году он был назначен судьёй лесов за Трентом.
В начале 1260-х годов конфликт короля Генрихом III с баронами привёл к политическому кризису, который перерос в так называемую Вторую баронскую войну. В ней принял участие и Роберт. В 1263 году он был среди баронов, которые гарантировали соблюдение так называемых «Оксфордских провизий». Тогда же он был назначен шерифом Йоркшира и командующим королевской армией за Трентом. 12 июня 1263 Роберт был капитаном для защиты Йорка и его окрестностей.
Роберт был среди баронов, которые решили просить арбитража короля Франции Людовика IX для решения спора между королём Генрихом III и Симоном де Монфором.
В 1264 году Роберт был главным юстициарием по лесам. Тогда же он написал королю о том, что хочет укрепить замок Понтефракт и объединиться с Робертом Брюсом и рядом других северных баронов.
В том же 1264 году Роберт был вызван в Лондон, а в декабре — в Вудсток, где обсуждалось освобождение принца Эдуарда. В следующем году Роберт посетил находящегося в плену короля Генриха III. На некоторое время он примкнул к баронам, но вскоре вновь перешёл на сторону короля.
После разгрома баронской армии в 1265 году Роберт был вновь сделан главным юстициарием лесов за пределами Трента, а также был назначен губернатором ряда замков.
В 1267—1268 году Роберт был комиссаром, рассматривающим петиции от лишённых наследства.
В 1275 году Роберт был главным заседателем в северных графствах. В ноябре 1276 года он присутствовал на заседании парламента в Вестминстере, где валлийский правитель Лливелин ап Грифид был объявлен мятежником. В 1277 году его призвали для похода в Уэльс, однако его сын Джон послал от имени отца двух рыцарей. В том же году Роберт получил опеку над замком Скарборо.
2 августа 1282 года Роберт был вызван в Рудлан, однако он отказался ехать, сообщив о своей немочи. Вскоре после этого он умер. Его тело было похоронено во францисканской церкви в Йорке.
Старший сын Роберта, Роберт II, умер раньше отца ещё в 1271 году, поэтому ему наследовал внук Ранульф.

## Брак и дети
1-я жена: её имя и происхождение неизвестно. Дети: 
- Роберт (II) де Невилл (ок. 1240 — 1271)
- Джон де Невилл

2-я жена: ранее 13 апреля 1273 Ида (ум. после 18 мая 1315), вдова сэра Роджера Бертрама из Милфорда (5 декабря 1224 — после 6 марта 1272). Детей от этого брака не было. После смерти Роберта не позже 8 мая 1285 Ида вышла замуж за сэра Джона Фиц-Мармадьюка (ум. до 16 августа 1311).
Источники
1. 1 2 3 4 5 6 7 8 9 10 11  Pollard Albert Frederick. Neville, Robert // Dictionary of National Biography. — P. 299—300.
2. 1 2 3 4  Round John H. Feudal England - historical studies on the eleventh and twelfth centuries. — P. 488—490.
3. ↑  Offler Hilary S., Doyle Anthony Ian, Pipe A. J. FitzMeldred, Neville and Hansard // North of the Tees - studies in medieval British history. — P. 2—3.
4. ↑  Cawley H. Dunbar (англ.). Foundation for Medieval Genealogy. Дата обращения: 7 июля 2014.
5. ↑  Offler Hilary S. Durham Episcopal Charters 1071—1152. — Gateshead, 1968. — P. 122 (no. 29).
6. ↑  Волков А. В. Музыка в камне. История Англии через архитектуру. — С. 139—143.
7. 1 2  Geoffrey (VII) de Neville (англ.). The Peerage. Дата обращения: 7 июля 2014. Архивировано 25 июля 2014 года.
8. 1 2 3 4 5  Robert (I) de Neville, Lord of Raby (англ.). The Peerage. Дата обращения: 13 июля 2014. Архивировано 14 июля 2014 года.
9. ↑  Pollard A. F., Stacey R. C. Neville, Geoffrey de (d. 1285) // Oxford Dictionary of National Biography (англ.). — Oxford: Oxford University Press, 2004—2014.
10. ↑  McNiven P. Neville [de Neville] family (per. c. 1267–1426) // Oxford Dictionary of National Biography (англ.). — Oxford: Oxford University Press, 2004—2014.
11. 1 2 3 4 5  Jewell Helen M. Neville, Sir Robert de (d. 1282) // Oxford Dictionary of National Biography (англ.).
12. ↑  Бейтман С. Симон де Монфор. — С. 192—203.
13. ↑  Бейтман С. Симон де Монфор. — С. 191.
14. ↑  Бейтман С. Симон де Монфор. — С. 203.